# Leo Andenmatten
Leo Andenmatten (* 25. Februar 1922 in Susten; † 24. September 1979 in Sitten, heimatberechtigt in Saas Almagell) war ein Schweizer Maler, Zeichner und Galerist. Sein Werk umfasst Malerei, Glasmalerei und Mosaike.

## Leben und Werk
Leo Andenmatten schloss 1942 in Lausanne eine kaufmännische Lehre ab und malte als Autodidakt erste Bilder. Später nahm er bei Jacques Berger (1902–1977) und Georges Aubert (1948–1949) Unterricht. Eine Ausstellung von «Sonntagsmalern» in Lausanne machte ihn 1951 in der Öffentlichkeit als Maler bekannt. Der Dichter und Kunstkritiker André Kuenzi (1916–2005) förderte und begleitete seinen künstlerischen Weg. 1953 hatte Andenmatten in Lausanne und Sitten seine erste Einzeldarstellung. Zudem wurde er Mitglied der Gesellschaft Schweizerischer Maler, Bildhauer und Architekten, GSMBA. 1955, 1958 und 1959 erhielt Andenmatten ein Eidgenössisches Kunststipendium, 1957 ein Bourse Alice Baille Stipendium und 1979 den 1. Prix Meuly.
1959 übersiedelte Andenmatten mit seiner Frau nach Sitten und war ab dann als freischaffender Künstler tätig. Im gleichen Jahr eröffnete das Ehepaar die erste private Kunstgalerie des Kanton Wallis mit den Namen «Au Carrefour des arts». Diese leiteten sie bis Dezember 1969. Später gründeten sie die Galerie «Grande Fontaine» in der Altstadt von Sitten.
Während seinen künstlerischen Anfängen war Andenmatten vor allem von den Fauves beeinflusst. Später entwickelte er sein Interesse an Oberfläche und Farbe mehr als an Raum und Tiefe. Sein ikonografisches Repertoire war im Stillleben und insbesondere in der Landschaft verankert, einem Genre, das von mehreren Reisen genährt wurde. Ab Anfang der 1950er-Jahre wurden seine Kompositionen, obwohl sie figurativ blieben, geometrisch und griffen auf eine fast reine Farbe zurück.
So malte er 1963 nach einem Aufenthalt in Spanien vereinfachte, teilweise auf eine Horizontlinie reduzierte Kompositionen und griff dabei auf sehr helle Farbtöne zurück. Die Farben modulierte er subtil, indem er dünne Schichten aus Acrylfarbe laminierte.
1971 organisierte Andenmatten mit den Künstlern André Raboud, André-Paul Zeller, Angel Duarte, Paul Messerli und Jean-Claude Rouiller eine der ersten Gruppenausstellungen nicht-figurativer Kunst im Wallis.
Andenmatten gründete 1972 die Sektion Wallis der GSMBA und war bis 1975 deren Präsident. 1977 fand eine Retrospektive-Ausstellung in der Galerie «Le Manoir» in Martigny statt. Zudem wurde eine Monografie veröffentlicht. Eine zweite Retrospektive fand 1989 im Kunstmuseum von Sitten statt.
An seinem zweiten Wohnsitz in Mühlebach schuf Andenmatten in letzten zehn Jahren seines künstlerischen Schaffens viele seiner berühmten monochromen «weissen Bilder» die u. a. verschneite Landschaften zeigen. Vom Mai 2022 bis Juni 2022 fand zu seinem 100. Geburtstag eine Retrospektive seiner Werke in Sitten statt.